# Olof Eriksson
Olof Werner William Eriksson, né à Helsinki le 5 avril 1911 et décédé à Helsinki le 27 mai 1987, est un peintre et graveur héraldiste et médailleur de nationalité finlandaise.

## Biographie
Il est l'auteur de nombreuses armoiries, d'ex-libris, et d'emblèmes officiels mais aussi pour les scouts et la croix-rouge. Il est comme graveur l'auteur de la pièce de monnaie finlandaise de un mark.
En 1965, il reçoit la Médaille Pro Finlandia. Sa science du dessin héraldique est basée sur une profonde connaissance théorique de l'héraldique et il est l'auteur de plusieurs publications dans ce domaine.

## Publications d'Olof Eriksson
- 1974: Graafisen tyylin perusteet, Helsinki: Otava, 1974.  (ISBN 951-1-00341-0). (Le style graphique, Helsinki: Otava, 1974.)
- 1978: Heraldica Fennica. Suomen heraldisen seuran 20-vuotisjuhlakirja. Toimituskunta: Ahti Hammar, Olof Eriksson ym. Espoo: Weilin + Göös, 1978.  (ISBN 951-35-1695-4). (Heraldica Fennica. Livre du 20e anniversaire du cercle héraldique Finlandais, auteurs Hammar Ahti, Olof Eriksson, Editeurs Weilin, 1978.)
- 1982: Käytännön lipputietoutta: Järjestöille, liikelaitoksille sekä yksityisille kansalaisille. 3. tarkistettu painos. Helsinki: Kansallis-osake-pankki, 1982.  (ISBN 951-99411-8-5). (La connaissance pratique du drapeau: les organisations, les établissements commerciaux et les particuliers. 3e édition révisée, Helsinki: Banque Nationale de Stock, 1982.)
- 1982: Heraldiikka ja symbolit: Opas heraldisten tunnusten muotoilun perusteisiin. Helsinki: Suomen heraldinen seura, 1982.  (ISBN 951-99419-4-0). (Héraldique et symboles: Un Guide des symboles héraldiques et des critères de conception, Helsinki: Société héraldique de Finlande, 1982.)